# 명절 증후군
명절 증후군은 대한민국에서 명절을 보내면서 생기는 스트레스로 인해 발생하는 정신적, 육체적인 현상을 말한다.
주요 증상은 심한 부담감과 피로감이다. 여성의 경우 명절에 필요한 음식 장만 및 뒷처리와 같은 가사 업무로 인한 스트레스가 가장 큰 원인이 되며, 남성의 경우 명절 동안 장거리 운전을 하면서 발생하는 운전자의 피로와 장시간 차량에 탑승하면서 발생하는 멀미, 정신적 스트레스까지도 포함된다. 직장인의 경우 기존 일상 생활과 다른 긴 연휴로 인해 생체 리듬이 깨진 것도 원인이 될 수 있다. 공감이 최선의 해결책이 될 수 있다. 피해를 받는 사람은 똑똑히 피해 사실을 기억해도, 피해를 주는 사람은 그런 일이 피해를 주는 건지 있었는지도 모른다. 해결책은 그렇게 못하도록 하는 것 밖에 없다. 1997년에 이와 유사한 현상으로 "명절 후 증후군"이라는 언급이 있었다.가족 내의 다툼이 해결되지 못하면 심각한 갈등이 될 수도 있다. ‘결혼 언제하니?’, ‘취직은 했니?’등 불편하게 던진 말도 상처가 된다.

## 명절 증후군 해결방법
피해를 주는 사람은 말과 행동이 피해를 주는 건지 있었는지도 생각하지 않기 때문에 피해를 받았다면 다시는 가지 않는 방법이 있다.

## 같이 보기
- 월요병
- 스트레스
- 피로
- 부담